# Jean Weiller
Jean Weiller, né à Saint-Dié-des-Vosges le 26 juillet 1905 et mort en 2000, est un économiste français spécialiste de l'économie internationale.

## Biographie
Après des études menées avec aisance, sa thèse soutenue en 1929 et portant sur l'influence du change sur le commerce extérieur lui vaut d'être employé avant la Seconde Guerre mondiale à la division économique de la Société des Nations sous l'égide d'Alexander Loveday. Dans cette institution, il travaille au côté d'économistes de premier ordre tels que James Meade, Jan Tinbergen, Gottfried Haberler, Ragnar Nurkse, Charles Kindleberger et d'autres.
Après avoir été professeur à Poitiers, il est nommé en 1955 à Paris. Il prend alors la direction de la série P, « Commerce mondial et conditions internationales de la Croissance » des Cahiers de l'ISEA de François Perroux.
Après guerre, il travaille sur la Charte de La Havane puis participe aux négociations du GATT. En 1958, il contribue au Traité de sociologie publié par Georges Gurvitch.
Jean Weiller est pour la coopération économique inter-gouvernementale qu'il voit comme un moyen de lutter contre les inégalités de développement, les dominations et les subordinations.
Jean Weiller a aussi consacré du temps à réhabiliter la pensée de Sismondi.